# Łukasz Piątek
Łukasz Piątek (Varsavia, 21 settembre 1985) è un ex calciatore polacco, di ruolo centrocampista.